# The Body Shop

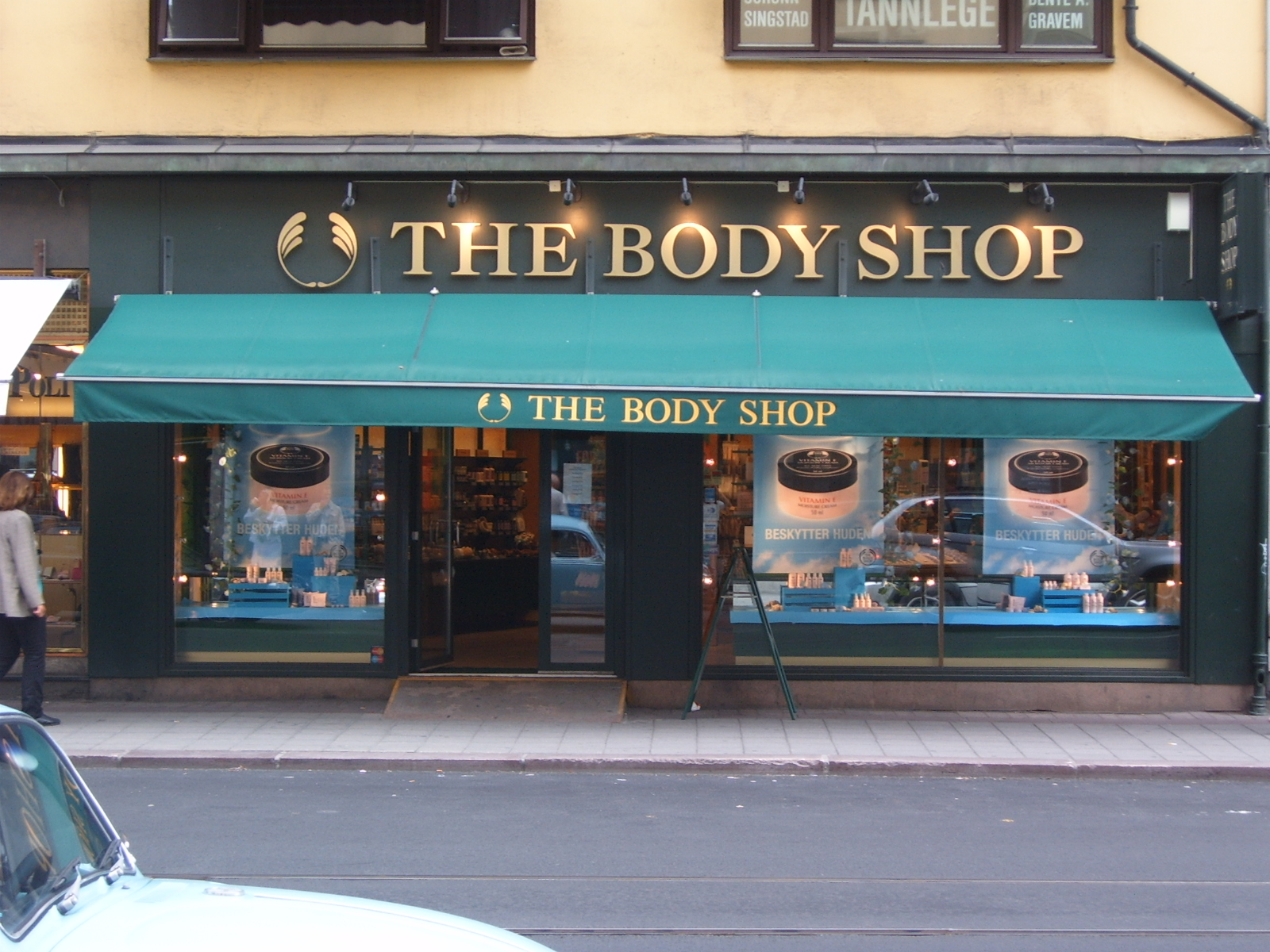
Body Shop tại Majorstuen, Oslo

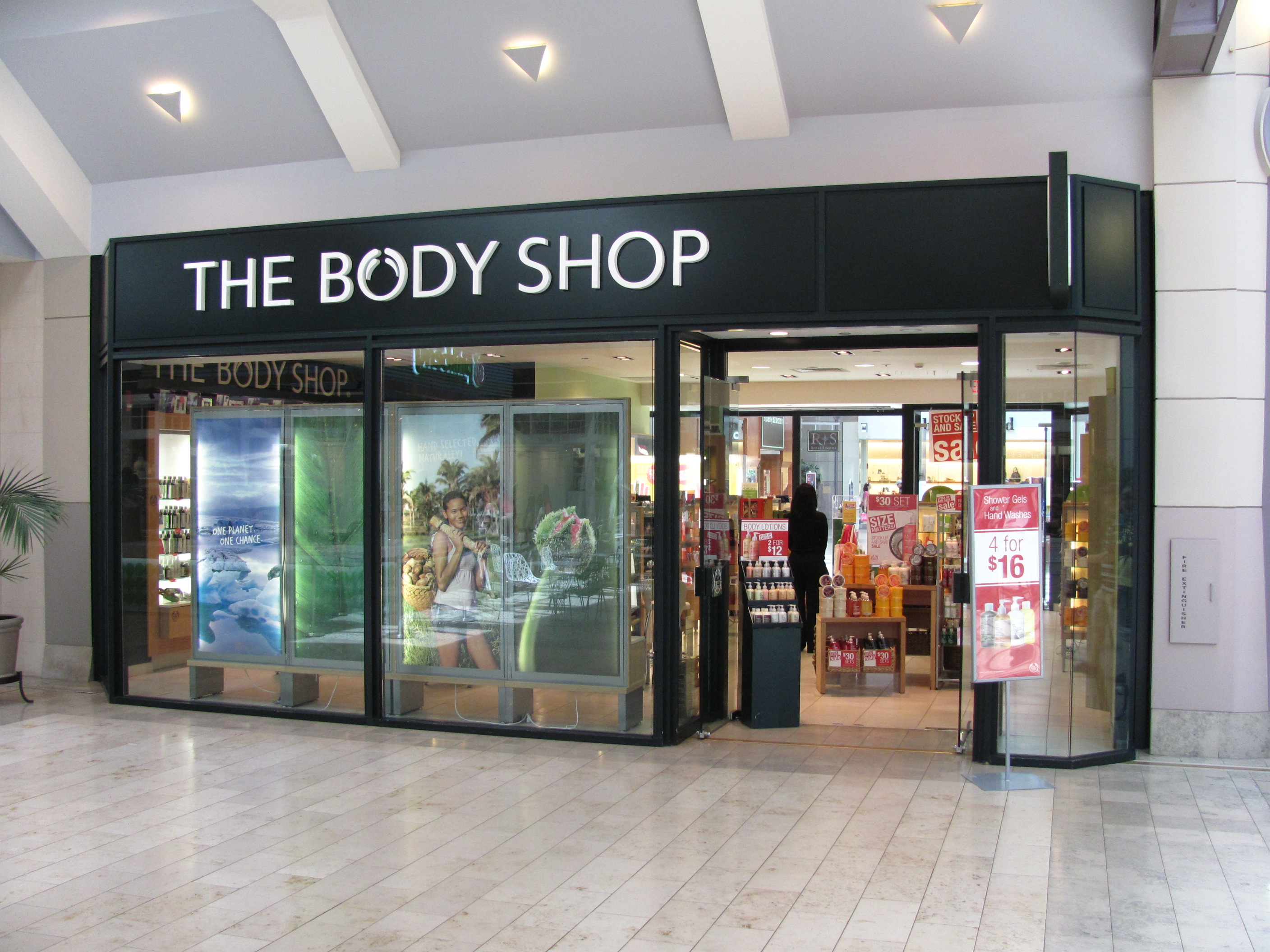
The Body Shop trong Tòa nhà Prudential ở Boston

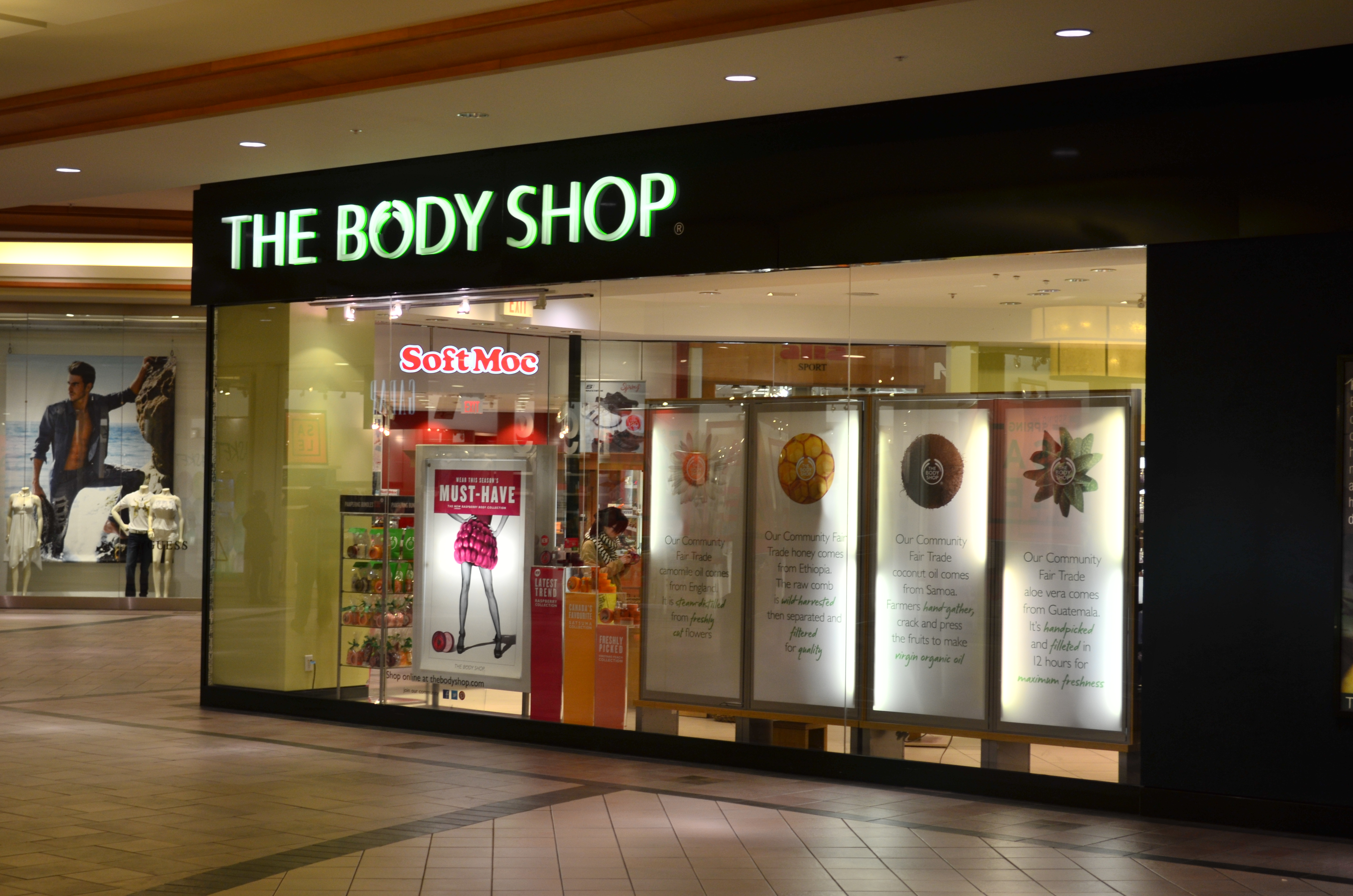
The Body Shop tại Hillcrest Mall

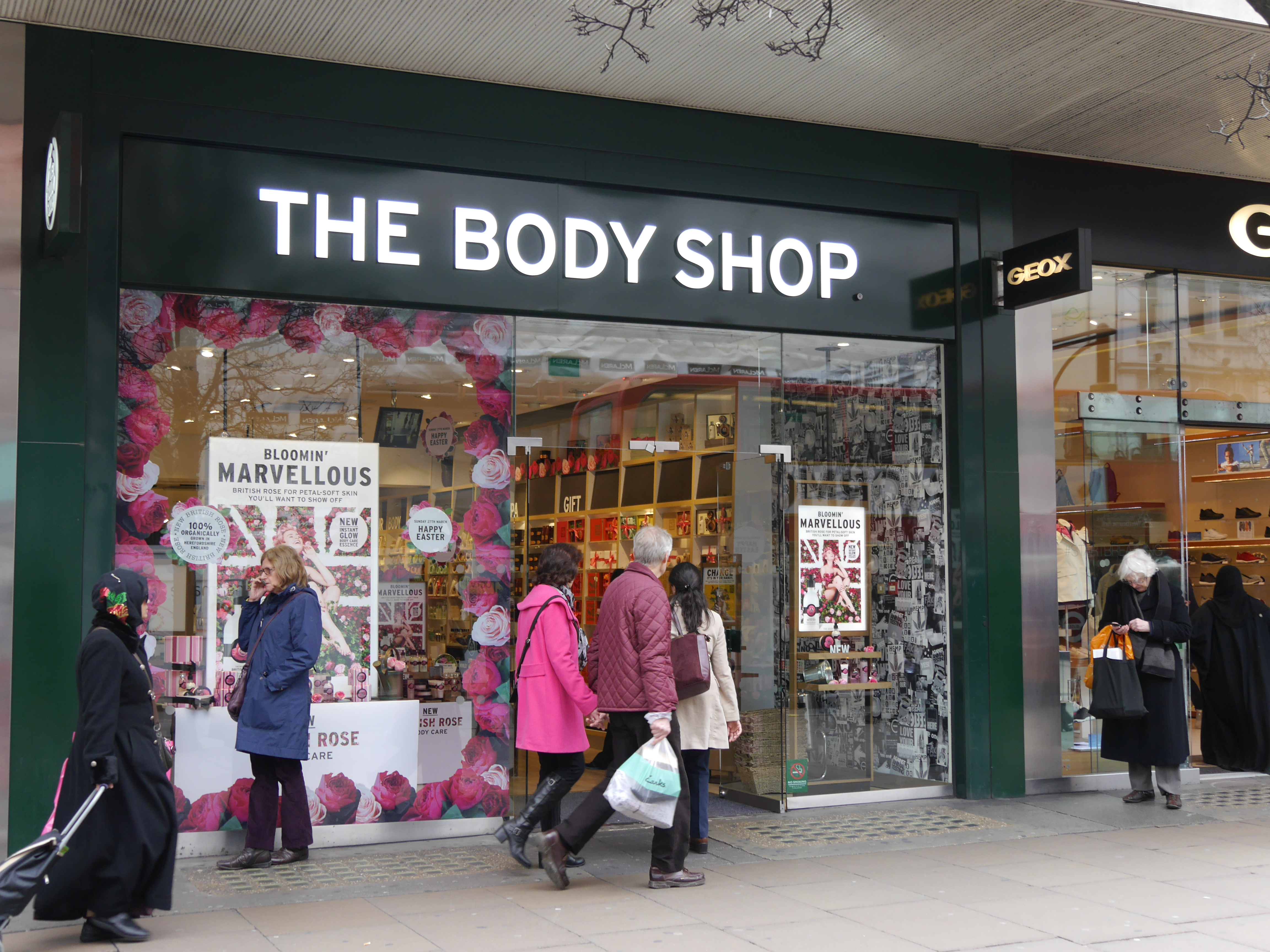
The Body Shop, Phố Oxford

The Body Shop International plc, tên thương mại: The Body Shop, là một công ty sản xuất sản phẩm dưỡng da và mỹ phẩm của Anh được Dame Anita Roddick thành lập năm 1976. Công ty hiện đang có phạm vi 1.000 sản phẩm được bán tại 3.000 cửa hàng nhượng quyền thương mại tại 66 quốc gia. Công ty có trụ sở tại Littlehampton, West Sussex, UK.
Công ty này đã được công ty mỹ phẩm L'Oréal của Pháp sở hữu từ năm 2006. Tháng 6 năm 2017, L'Oréal đồng ý bán công ty này cho công ty mỹ phẩm Natura của Brazil với giá £880 triệu, phải tuân theo chấp thuận lập quy của Brazil và Hoa Kỳ.

## Lịch sử
Đầu những năm 70, Anita Roddick thăm cửa hiệu ở Berkely, California, nơi bán bán xà phòng và kem dưỡng da có mùi hương tự nhiên, có tên là The Body Shop. Chủ cửa hiệu Berkeley Body Shop là Peggy Short and Jane Saunders chỉ sử dụng các thành phần nguyên liệu từ tự nhiên. Cửa hàng mỹ phẩm thiên nhiên, thân thiện với môi trường là nguồn cảm hứng để Anita Rodddick mở cửa hàng ở Anh vào 1976. Năm 1987, Roddick đã mua quyền sử dụng tên thương hiệu Body Shop . Từ khi khai trương ở Anh vào năm 1976, The Body Shop tăng trưởng rất nhanh, 50% hàng năm.
Cửa hàng đầu tiên của The Body Shop được mở vào ngày 26/3/1976 tại Brighton, vùng bờ biển phía Nam nước Anh. Năm 1978, một quầy hàng ở Brussel (Bỉ) đã trở thành chi nhánh nhượng quyền đầu tiên của The Body Shop tại nước ngoài. Năm 1982, những cửa hàng khác được mở với tần suất 2 cửa hàng mỗi tháng.
Năm 1985, năm đầu tiên thành lập công ty, The Body Shop đã ủng hộ các áp phích cho tổ chức Hòa Bình Xanh. Một năm sau, The Body Shop tạo ra bộ phận phụ trách các dự án về môi trường riêng của mình và thực hiện chiến dịch mở rộng quan trọng đầu tiên là "Cứu cá voi" (Save the Whale) cùng với tổ chức Hòa Bình Xanh trong năm 1986. Sản phẩm Thương mại Cộng đồng đầu tiên của The Body Shop, Footsie Roller, được sản xuất vào năm 1986 bởi một nhà cung cấp ở miền Nam Ấn Độ.
Năm 1990, chỉ một năm sau khi ra mắt tại nước Mỹ, đã có đến 2.500 đơn xin nhượng quyền thương hiệu. Nhu cầu về sản phẩm của The Body Shop tăng cao đã thúc đẩy sự mở rộng hoạt động kinh doanh của công ty đến 39 quốc gia chỉ trong vòng 14 năm sau khi The Body Shop mở cửa hàng đầu tiên. Công cụ bán hàng trực tuyến The Body Shop at Home (Mua sản phẩm The Body Shop tại nhà) đã được ra mắt tại Anh vào năm 1994, Canada vào năm 1995, tại Úc vào năm 1997 và Mỹ năm 2001. Hiện nay, nó đã phát triển rộng khắp 48 tiểu bang của nước Mỹ và được thiết lập ngày càng phát triển hơn.
Năm 1997, The Body Shop là công ty mỹ phẩm quốc tế đầu tiên đăng ký với tổ chức tiêu chuẩn mỹ phẩm dành cho con người (Humane Cosmetics Standard), và nhận được sự ủng hộ từ các nhóm bảo vệ động vật quốc tế hàng đầu. Từ năm 1995 đến năm 1997, những báo cáo về giá trị của The Body Shop được công nhận bởi chương trình vì môi trường và tính bền vững của Liên hiệp Quốc như là người tiên phong và được xếp hạng cao nhất trong việc xem xét các báo cáo về môi trường doanh nghiệp quốc tế.
Năm 1999, The Body Shop đã thành lập bốn trụ sở kinh doanh mới ở Anh, châu Âu, châu Mỹ và châu Á, hoạt động và chuyển dịch cơ cấu quản lý ra vùng lãnh thổ này.
Năm 2001, chương trình tặng thưởng cho khách hàng lần đầu tiên ra mắt tại nước Mỹ. Hiện nay chương trình này rất phổ biến, nhất là tại các thị trường trọng điểm trên toàn cầu, được gọi là chương trình "Love Your Body" (Hãy yêu cơ thể bạn) dành cho khách hàng. Khách hàng, cũng như những thành viên khác, sẽ nhận được chỉ toàn lợi ích từ chương trình này, sẽ được giảm 10% trên tổng doanh số đã mua, được nhận các bộ quà tặng miễn phí và được tặng quà vào sinh nhật. The Body Shop đã mở rộng các chi nhánh vào thị trường Nam Phi vào tháng 6 năm 2001, thông qua công ty cổ phần New Clicks (New Clicks Holdings), tổ chức được nhượng quyền thương hiệu trực tiếp của The Body Shop tại Nam Phi. Anita Roddick - nhà sáng lập của The Body Shop được phong tước Quý bà của Vương Quốc Anh như là một đặc ân nhân kỷ niệm sinh nhật của Nữ hoàng vào ngày 14 tháng 6 năm 2003. Cũng trong năm 2003, The Body Shop đã ra mắt tại Estonia và Thổ Nhĩ Kỳ.
Năm 2004, The Body Shop là nhà bán lẻ toàn cầu đầu tiên tham gia Hội đồng của Hội nghị bàn tròn để phát triển bền vững cọ dầu, làm việc với các tổ chức phi chính phủ và các (chủ) đồn điền để bảo vệ rừng mưa nhiệt đới và nâng cao quyền con người của công nhân và người dân bản địa.
Năm 2005, The Body Shop tham gia Chiến dịch Mỹ phẩm An toàn và được nhận được khen thưởng của tổ chức Hòa Bình Xanh cho chính sách hạn chế hóa chất trong sản phẩm.
The Body Shop đã xâm nhập thị trường Jordan và Nga trong năm 2005, nâng tổng số cửa hàng trên toàn cầu lên đến con số 2.045 cửa hàng. The Body Shop trở thành một phần của Tập đoàn L'Oréal vào ngày 12/7/2006. Tuy nhiên, The Body shop vẫn giữ được các giá trị và bản sắc độc đáo riêng mình và vẫn đặt trú sở chính tại Vương Quốc Anh. Công ty hoạt động độc lập trong tập đoàn L'Oréal và được lãnh đạo bởi đội ngũ quản lý hiện hành của The Body Shop.
Ngày 10/9/2007, người sáng lập và là nguồn cảm hứng của The Body Shop, Quý bà Anita Roddick đã qua đời ở tuổi 64. Tuy nhiên, những di sản và nguồn cảm hứng của bà vẫn được tiếp tục tại The Body shop. Năm 2007, The Body Shop phối hợp nhân lực với kênh MTV và cùng nhau khởi động chiến dịch phòng chống HIV / AIDS mang tên Spray to Change Attitudes. Hơn 430.000 bảng Anh đã được quyên góp thông qua doanh thu của sản phẩm nước hoa phiên bản đặc biệt mang mùi thơm Roughberry. Số tiền quyên góp được đã được chuyển đến tổ chức Hãy Tiếp Tục Sống (Staying Alive Foundation), một tổ chức từ thiện chuyên về vấn đề HIV nhằm nâng cao nhận thức và giáo dục những nhóm người trẻ có nguy cơ nhiễm HIV / AIDS cao.
Theo báo cáo của bác sĩ, bà Anita chết vì bị xơ gan do nhiễm viêm gan siêu vi C sau lần truyền máu vào năm 1971, khi sinh con gái thứ hai. Bà đã nhiễm virus này mà không hề biết trong ba mươi năm và chỉ mới bị mắc chứng viêm gan khi thử máu trước đó hai năm.
Triết lý sống của bà Anita cũng khác. Lúc sinh thời bà quan niệm, mọi người sẽ nhớ đến bạn không phải vì những gì bạn đã đạt được trong kinh doanh mà là những gì bạn đã đóng góp cho xã hội. Nếu chỉ quan tâm đến tiền và hưởng thụ thì quá dễ, quan trọng là làm sao tạo cho cuộc sống tốt đẹp hơn. Bà tâm nguyện tiền kiếm được sẽ dành cho các hoạt động bảo vệ quyền con người và bảo vệ luật pháp.

## Thương hiệu thân thiện
The Body Shop được xem là thương hiệu thân thiện với người tiêu dùng do người sáng lập Bà Anita đã đeo đuổi những tiêu chí cốt lõi như chống thử nghiệm sản phẩm trên động vật, hỗ trợ các tổ chức nghiệp đoàn địa phương, khơi dậy niềm tự hào bản thân, bảo vệ nhân quyền và luôn giữ hành tinh mãi xanh.
Trên trang web của The Body Shop đã giải thích, công ty không bán, sử dụng những thành phần, nguyên liệu được thử nghiệm trên động vật sau ngày 31/12/1990. Tháng 10/2009 , The Body Shop được tặng Giải thưởng Trọn đời của tổ chức Hội Bảo vệ Động vật Hoàng gia RSPCA.

## Trao đổi công bằng
Năm 1987, The Body Shop khởi xướng chính sách "Thương mại thay vì viện trợ" nhằm tạo ra việc làm cho người dân thế giới thứ 3. Khởi xướng này bắt đầu với một dự án làm giấy tại Nepal, sử dụng 37 lao động, sản xuất túi, tập vở và những dụng có mùi thơm khác. Một dự án khác là một xưởng sản xuất xà bông cục rộng gần 3.500 m2 cho khoảng 100 cư dân tại vùng nghèo khó Glasgow (Scotland), ngoại ô Esterhouse.
Theo công bố của The Body Shop, cuối năm 2008, khoảng 65% sản phẩm của công ty sử dụng những nguyên liệu theo chính sách Thương mại công bằng. Chỉ tính riêng năm 2006, công ty cũng đã thu mua 12 triệu đô la Mỹ các nguyên liệu theo chính sách này. Tháng 10, 2009 The Body Shop đã mời cán bộ, nhân viên, bao gồm một cửa hàng trưởng từ Anh Quốc đến tham quan một nhà cung cấp và chứng kiến lợi ích mà chính sách "Thương mại công bằng" của công ty đem lại cho cộng đồng này đem lại tại Ấn Độ.

## Sản phẩm
Các sản phẩm của The Body Shop bao gồm: chăm sóc cơ thể, mặt, tóc và các sản phẩm khác. Năm 2010, The Body Shop lần đầu tiên được cấp chứng nhận "Hữu cơ" (ECOCERT) cho dòng sản phẩm chăm sóc da Nutriganics. Sau đó, The Body Shop đã quyết định loại bỏ parabens và những tạo màu ra khỏi các sản phẩm chăm sóc tóc, đồng thời tung ra một nhóm sản phẩm lăn khử mùi không sử dụng parabens cũng như muối nhôm và sử dụng khoáng núi lửa làm chất thay thế.
The Body Shop còn giới thiệu thương hiệu mới The Clean Shop  tại Mỹ, bán tại các hệ thống siêu thị, cửa hàng. Các sản phẩm của The Clean Shop cũng sử dụng các thành phần thiên nhiên nhưng được bán với giá bình dân hơn – đáp ứng được đông đảo khách hàng mong muốn sử dụng những sản phẩm thiên nhiên với giá chấp nhận. Gel rửa tay thiên nhiên The Clean Shop cũng đã đồng hành với Ngày Rửa Tay Thế giới của Tổ chức Y tế Thế giới diễn ra 15/10 hàng năm.

## Tranh cãi
Tháng 9/1994, một phóng sự điều tra mang tên: "Hình ảnh hoen ố: The Body Shop quá đẹp như vậy sao?"  (Shattered Image: Is The Body Shop Too Good to Be True?) của tác giả Jon Entine đăng trên tạp chí Đạo đức Kinh doanh – đã tạo ra hàng loạt những tranh cãi, dẫn đến hàng loạt những bài báo khác trên New York Times, chương trình ABC World News Tonight. Những bài báo này đã làm cho giá cổ phiếu của The Body Shop giảm đến 50% mà lúc đó The Body Shop được xem là kiểu mẫu của loại hình kinh doanh "trách nhiệm xã hội"
Tác giả Entine còn tiết lộ, người sáng lập Body Shop International, bà Anita Roddick ở Anh đã lấy cắp ý tưởng kinh doanh, tên thương hiệu, thiết kế cửa hàng và ý tưởng sản phẩm của The Body Shop, thành lập vào năm 1970 tại Berkeley, California của Peggy Short and Jane Saunders. Cả hai mở cửa hàng theo phong cách mùi hương/tinh dầu Pháp mà tại đó khách hàng có thể tự phối theo sở thích của mình. Bà Roddick sau đó đã bê nguyên xi ý tưởng kinh doanh này, thêm thắt nhiều tình tiết tạo thành câu chuyện "đi vòng quanh thế giới, tìm kiếm những thành phần thiên nhiên làm đẹp bí hiểm" Năm 1989, bà Roddick mua lại quyền sở hữu tên The Body Shop tại Mỹ và Israeli, và rồi sau đó chuỗi 5 cửa hàng tại Berkeley được đổi tên thành Body Time.
Bài viết cũng công bố thêm, những sản phẩm mà Roddick gọi là thiên nhiên thực chất lại chứa nhiều chất tạo màu, mùi thơm và chất bảo quản dưới dạng hóa chất tổng hợp. Rồi mặc dù bà Roddick luôn miệng nói đến từ thiện nhưng thực chất The Body Shop không hề tặng cho từ thiện một đồng nào trong suốt 11 năm đầu kinh doanh.
Bài báo "Hình ảnh hoen ố" đầu tiên dự kiến đăng khoảng 10.000 từ trên tạp chí Vanity Fair The năm 1994 nhưng sau đó bị yêu cầu ngưng đăng sau khi The Body Shop dọa kiện. Bài báo này sau đó mới được đăng vào năm 2004 dưới dạng sách của nhà xuất bản The Nation Books, có nhan đề "Bị xóa sổ không đăng vì quá nóng! " (Killed: Great Journalism Too Hot to Print).